# Увеличение груди
Увеличение груди — медицинская операция, относящаяся к области восстановительной и эстетической хирургии. Может происходить как по эстетическим причинам, так и по медицинским показаниям (например, грудь неправильно сформирована или должна быть восстановлена после ампутации). 

## История
Увеличение груди с помощью инъекций жидкого парафина было впервые выполнено в 1889 году, а попытки имплантации различных веществ начались с 1895 года. В первые десятилетия XX века делались попытки применять для увеличения груди слоновую кость, стеклянные шары, каучук, воловьи хрящи, жировую ткань, шерсть, гуттаперчу, полиэтиленовую ленту, полиэтиленовые и поливиниловые губки (в том числе в полиэтиленовых сумках), полиэфирную пену, пенопласт, полиуретан, полиэстер и тефлонсиликоновые протезы. Подобные операции приводили к негативным последствиям — возникновению инфекций, опухолей, деформациям грудей, жировому некрозу, хроническим воспалительным реакциям; имплантация жира не вызывала положительного эффекта, поскольку он быстро реабсорбировался организмом.
В 1940-е годы японские проститутки пытались увеличить груди, производя инъекции парафина, губок и немедицинского силикона, поскольку считали, что тем самым будут пользоваться большей популярностью у американских военнослужащих, которые в тот период находились в стране.
В 1945 и 1950 году были выполнены хирургические операции по повороту стенки грудной клетки для увеличения объёма груди. В 1950—1960-е годы инъекции различных синтетических материалов, включая жидкий силикон и поливиниловые губки, были выполнены как минимум для 50 тыс. женщин. Развитие гранулёматоза и отвердевание грудей в некоторых случаях было настолько серьёзным, что приходилось прибегать к мастэктомии (удалению молочных желез).
В 1961 году пластическими хирургами из Хьюстона Томасом Крониным (англ. Thomas Cronin) и Фрэнком Джероу (англ. Frank Gerow) были разработаны первые силиконовые имплантаты. Впервые их установили в 1962 году Джин Линдси (англ. Jean Lindsey). В 1964 году французской компанией «Arion» был разработан другой тип имплантатов — заполняемые солевым раствором, основным преимуществом которых стала имплантация через малый разрез. Оболочка таких имплантатов изготавливается из силиконового эластомера, а заполнение водно-солевым раствором происходит уже после помещения в молочную железу.
В начале 1980-х годов появились сообщения о том, что силиконовые имплантаты могут вызывать рак молочных желез. В январе 1982 года Управление контроля качества продуктов и лекарств (FDA) предложило классифицировать их по третьему классу опасности (когда производитель должен доказать безопасность и эффективность изделия перед выпуском его в продажу) и в июне 1988 года произвело такую классификацию. Производителям давался срок до июля 1991 года, чтобы предоставить информацию о безопасности и эффективности. После изучения материалов, предоставленных производителями, FDA в сентябре 1991 года заявило, что их данные не подтверждают ни безопасность, ни опасность изделий, и запросило дополнительную информацию. К февралю 1992 года после её изучения, которое было совместно проведено FDA и Комиссией по устройствам для общей и пластической хирургии (англ. General and Plastic Surgery Devices Panel), было рекомендовано использовать силиконовые имплантаты только по медицинским показателям (при реконструктивных операциях) и лишь после особого разрешения. К применению в косметических целях остались разрешёнными только имплантаты, заполняемые солевым раствором.
Начиная с 1984 года против компании «Dow Corning», крупнейшего производителя имплантатов, было подано значительное количество исков. К 1998 году компания выплатила 170 тыс. пострадавших женщин свыше 3,2 млрд $, что в итоге привело к её банкротству.
В 2006 году силиконовые имплантаты вновь разрешили к применению на территории США.

## Поколения имплантатов
Оболочка первого поколения имплантатов изготавливалась из толстого силикона, они имели гладкую поверхность, заполнялись силиконовой жидкостью и отличались:

… частым «пропотеванием» жидкого силикона через оболочку. Жидкость всегда химически не стойкая, поэтому, пропотевая, из неё отсоединялись свободные молекулы кремния. Кремний в белках капсулы замещал углерод, чем вызывалась иммунная реакция и хроническое воспаление, а оно приводило к сморщиванию рубцовой ткани, что способствовало развитию капсульной контрактуры. Однако эти имплантаты имели низкий уровень разрывов. Производились с 60-х до середины 70-х годов. Толстая оболочка протезов первого поколения контурировала через ткани, а на ощупь давала пергаментный хруст.

Оболочки второго поколения имплантатов изготавливались из более тонкого силикона, они имели гладкую поверхность и заполнялись силиконовым гелем:

Уменьшение толщины оболочки сказалось на повышении частоты развития капсульной контрактуры. Уровень «пропотевания» геля через оболочку был выше по сравнению с таковым у имплантатов 1-го поколения. В настоящее время общепризнанно, что имплантаты 2-го поколения наиболее подвержены разрыву. Эти имплантаты производились с 70-х до конца 80-х годов.

Некоторые модели имплантатов второго поколения покрывались микропенополиуретановой губкой для уменьшения числа случаев капсульной контрактуры и воспалительных реакций. После имплантации происходило их врастание в окружающие ткани и стойкая фиксация. В это же время появились имплантаты с двумя камерами — внутренней, в которой находится солевой раствор, и внешней, наполненной силиконовым гелем. Внутренняя камера используется для устранения асимметрии молочных желез непосредственно в ходе операции, для чего в неё закачивается необходимое количество раствора.
Оболочки третьего и четвёртого поколения имплантатов, появившихся в середине 1980-х годов, изготавливались из тонкого силикона со встроенным барьерным слоем.

Они имеют текстурированную поверхность и заполняются вязким силиконовым гелем. Структура оболочки является барьерной и сводит к минимуму «пропотевание» геля через оболочку, а текстурированная поверхность снижает частоту развития капсульной контрактуры. Частота разрывов имплантатов очень низкая.

В это время появились круглые и конические имплантаты анатомической формы с текстурированной поверхностью, которая уменьшала вероятность их вращения после имплантации; обычные круглые имплантаты изготавливались как с гладкой, так и текстурированной поверхностью.
Анализ безопасности имплантатов пятого поколения, появившихся в середине 1990-х годов, пока находится в предварительной стадии в США, однако в других странах они уже нашли широкое применение. Эти имплантаты плотные, обладают хорошей памятью формы, их гель имеет высокую степень когезии и не пропотевает через оболочку. В сравнении с предыдущими поколениями, частота появления капсульной контрактуры и разрывов при их использовании значительно снижена.

### Типы заполнителей имплантатов[4]
- Силиконовая жидкость, имеющая консистенцию растительного масла.
- Стандартный когезивный гель[5], имеющий консистенцию желе (хорошо имитирует плотность натуральной железы, имеет незначительно пропотевание, но слабую память формы).
- Высококогезивный гель, имеющий консистенцию мармелада (им наполняются анатомические имплантаты; имеет низкую степень деформации, отсутствует пропотевание через оболочку, однако обладает хорошей памятью формы, поэтому грудь может выглядеть неестественно).
- «Soft touch»-гель, имеющий консистенцию холодца (средняя степень памяти формы, отсутствует пропотевание через оболочку).
- Водно-солевой, или физиологический раствор (0,9%-ная поваренная соль; заполненные им имплантаты имеют не очень высокую надёжность, поскольку через 8—10 месяцев после начала использования соль из раствора начинает кристаллизоваться, и её кристаллы могут проколоть оболочку).
- Соевое масло (имплантаты с таким гелем были разработаны в 1995 году).

## Виды операций

### Увеличивающая маммопластика (эндопротезирование молочных желез)
Данный вид операции проводится с целью увеличить объём груди, скорректировать форму и избавиться от выраженного птоза. Операционный разрез может локализоваться либо под грудью в складке, либо вокруг соска, либо в подмышечной впадине.
Варианты выбора слоя для установки имплантата:
- под железистой тканью;
- под фасцией большой грудной мышцы;
- в двух плоскостях: верхний край под большой грудной мышцей, нижняя часть (большая) под железистой тканью;
- полностью под мышцей (полный мышечный карман).

Показатели, от которых прежде всего зависит этот выбор:
- положения молочных желез на грудной стенке. Оно может быть врожденно высоким, средним и низким;
- наличия или отсутствия приобретённого мастоптоза (опущения молочных желез), его степень. Существует классификация Regnault, по которой принято различать 3 степени птоза;
- характеристик кожи и подкожной клетчатки: толщина, эластичность, наличие или отсутствие растяжек;
- выраженности (толщина, площадь, эластичность, анатомические особенности) больших грудных мышц. Не надо забывать, что у некоторых людей они частично или полностью могут отсутствовать;
- наличия деформации грудины и ребер.

Сосок и ареола обычно увеличиваются пропорционально новому размеру груди. Чаще всего операция заканчивается косметическим ушиванием разреза без дренажей.

### Редукционная маммопластика
Основная цель операции — сформировать хорошую форму груди при минимальном количестве разрезов и швов. В процессе проведения оперативного вмешательства формируются новая форма и размер груди.

### Мастопексия с одномоментным эндопротезированием
Подтяжка груди (мастопексия) с одновременным увеличением. Суть операции заключается в заполнении недостаточного объёма имплантатом, который располагается подмышечно, иссечении части кожи молочной железы, перенесении сосково-ареолярного комплекса на новую позицию, формировании поддерживающей конструкции из ткани молочной железы.
Один из вариантов данной операции в России разработал С. Н. Блохин. Данная методика была признана Бразильским обществом пластической хирургии, Иберолатиноамериканской федерацией пластической хирургии.

## Техника

### Имплантаты
Увеличение груди при помощи имплантатов проводится под общей анестезией. После того, как будет выполнен разрез, ткань груди приподнимается и вводится имплантат в специальной имплантационной сумке. Имплантат можно разместить под грудной мышцей или между грудной мышцей и железистой частью груди. Из эстетических соображений надрез производят в складке под молочной железой, вокруг соска или в подмышечной впадине.
В большинстве случаев имплантаты груди состоят из мягкого силикона. Ранее для этих целей применялся полиуретан. Внешняя оболочка имплантата может быть гладкой или рельефной. Последняя предотвращает рост соединительной ткани вокруг протеза. В состав самого имплантата входит физиологический раствор или силиконовый гель. Со временем оболочка имплантата может лопнуть, что может привести к вытеканию геля. Начинка имплантата имеет размер от 60 до 400 мл и весит обычно 250 грамм.

### Введение жировых клеток
В 2004 году предложен новый метод для увеличения груди: в организм вводятся его собственные жировые клетки, полученные из стволовых. Метод (англ. cell-assisted lipotransfer) разработан японским учёным-исследователем Котаро Ёсимурой из Медицинской школы Токийского университета. Он помогает уменьшить омертвение имплантированных клеток, которое вызывала пересадка собственного жира. Известность методу принесла клиника «Cellport Clinic Yokohama» в Иокогаме, которая первой во всем мире предложила правильное его использование. В июле 2007 года этот же метод был применён клиникой доктора Гайнриха в Вене (Австрия).

## Медицинские риски
Имплантаты вызывают образование фиброзных капсул, что может повлечь за собой развитие капсулярной контрактуры. Фиброзная капсула может вызывать мучительные затвердения грудей. Особенную опасность вызывают большие имплантаты и тонкая внешняя кожа, что покрывает их. Кроме того, может установиться асимметрия грудей, как последствие плохо сделанной операции. Для исправления ошибок потребуется ещё одна операция.
Данную проблему не провоцирует увеличение груди с помощью аутотрансплантата, потому что при этом процессе будет использована собственная ткань организма.
Нарушение чувствительности в области соска, воспаление ран, вплоть до заражения крови, отёки и смещение имплантатов относятся к наиболее распространённым опасностям при проведении данной операции.